# Geishan från Brooklyn
Geishan från Brooklyn (engelska: A Majority of One) är en amerikansk komedifilm från 1961 i regi av Mervyn LeRoy.
Filmen bygger på Leonard Spigelgass pjäs med samma namn.

## Utmärkelser
Filmen vann ett Golden Globe Award för bästa film – musikal eller komedi 1962.

## Handling
En japansk änkling och en änka från Brooklyn finner varandra.

## Rollista i urval
- Rosalind Russell - Bertha Jacoby
- Alec Guinness - Koichi Asano
- Ray Danton - Jerry Black
- Madlyn Rhue - Alice Black
- Mae Questel - Essie Rubin
- Gary Vinson - mr McMillan
- Frank Wilcox - Noah Putnam
- Alan Mowbray - kapten Norcross
- George Takei - mr Asanos majordomo